# Ryszard Wojciechowski (fizyk)
Ryszard Józef Wojciechowski (ur. 1952 w Środzie Wielkopolskiej) – polski fizyk, doktor habilitowany nauk fizycznych, specjalizuje się w teorii ciała stałego oraz fizyce teoretycznej, nauczyciel akademicki Uniwersytetu im. Adama Mickiewicza w Poznaniu.

## Życiorys
Studia z fizyki ukończył na poznańskim UAM w 1976, gdzie następnie został zatrudniony i zdobywał kolejne awanse akademickie. Stopień doktorski uzyskał w 1983. Habilitował się w 1995 na podstawie oceny dorobku naukowego i rozprawy pt. Thermodynamic and Elastic Properties of Heavy Fermion Systems in the Normal State. Zagraniczne staże naukowe odbywał m.in. w ramach Deutscher Akademischer Austauschdienst (1984-1985), w Max-Planck Gesselschaft (1985), na stypendium Science and Engineering Research Council w angielskim Sheffield (1990).
Na macierzystym Wydziale Fizyki UAM pracuje jako profesor nadzwyczajny w Zakładzie Teorii Ciała Stałego. Prowadzi zajęcia m.in. z mechaniki kwantowej, fizyki grafenu, fizyki statystycznej oraz mechaniki klasycznej i relatywistycznej. W pracy badawczej zajmuje się m.in. takimi zagadnieniami jak: zjawiska tunelowe nanozłącz zawierających nadprzewodnik i metal (normalny lub ferromagnetyczny), odbicie Andreeva oraz układy silnie skorelowanych elektronów.
Jest członkiem Polskiego Towarzystwa Fizycznego. Swoje prace publikował m.in. w "Physical Review B", "Journal of Superconductivity", "Acta Physica Polonica" oraz "Physica Status Solidi".